# Retalhuleu (departament)
Retalhuleu – jeden z 22 departamentów Gwatemali, położony w południowo-zachodniej części kraju. Stolicą departamentu jest miasto Retalhuleu. Departament graniczy na zachodzie z departamentem San Marcos, na północy z departamentem Quetzaltenango na wschodzie graniczy z departamentem Suchitepéquez, natomiast południową granicę stanowi wybrzeże Pacyfiku.
Jest średnim pod względem wielkości i pod względem liczebności mieszkańców departamentem Gwatemali. Najważniejszymi miastami w departamencie oprócz stołecznego są El Asintal, San Felipe, Champerico i San Sebastián. Departament na północy wznosi się, lecz jednak w porównaniu do większości departamentów Gwatemali jest stosunkowo płaski i nisko położony a średnie wyniesienie nad poziom morza wynosi 239 m. Klimat jest gorący, tropikalny, z małymi amplitudami dobowymi i minimalną temperaturą 20 °C.

## Podział departamentu
W skład departamentu wchodzi 9 gmin (municipios).

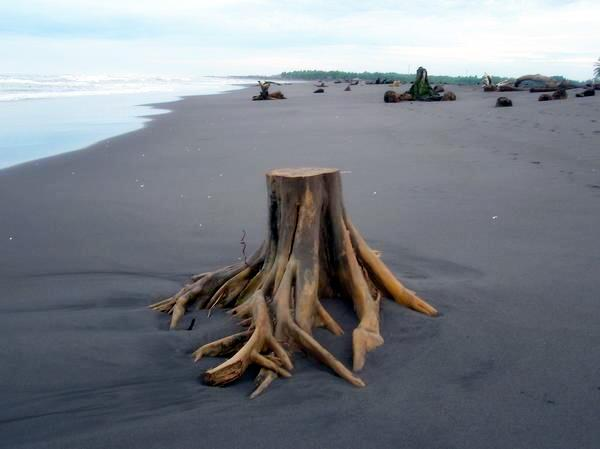
Plaża na Pacyficznym wybrzeżu Retalhuleu

1. Champerico
2. El Asintal
3. Nuevo San Carlos
4. Retalhuleu
5. San Andrés Villa Seca
6. San Martín Zapotitlán
7. San Felipe
8. San Sebastián
9. Santa Cruz Muluá